# 4997 Ксана
4997 Ксана (4997 Ksana) — астероїд головного поясу, відкритий 6 жовтня 1986 року.
Тіссеранів параметр щодо Юпітера — 2,992.